# (103966) Luni
(103966) Luni est un astéroïde de la ceinture principale.

## Description
(103966) Luni est un astéroïde de la ceinture principale. Il fut découvert le 28 février 2000 à Monte Agliale par Sauro Donati. Il présente une orbite caractérisée par un demi-grand axe de 2,39 UA, une excentricité de 0,13 et une inclinaison de 3,5° par rapport à l'écliptique.

## Compléments